# Euerhausen
Euerhausen ist ein Gemeindeteil des Marktes Giebelstadt im unterfränkischen Landkreis Würzburg in Bayern.

## Geographie und Verkehrsanbindung
Das Pfarrdorf liegt knapp fünf Kilometer südlich des Kernortes Giebelstadt an der Bundesstraße 19 und an der dazu quer verlaufenden Staatsstraße 2270. Am nördlichen Ortsrand liegt die Quelle des Flachsbachs.

## Geschichte
Die erste urkundliche Erwähnung Euerhausens datiert um 1252.
Mit dem Gemeindeedikt Anfang des 19. Jahrhunderts wurde Euerhausen eine selbständige Gemeinde ohne weitere Gemeindeteile. Später gehörte sie zum Bezirksamt und danach zum Landkreis Ochsenfurt. Nach dessen Auflösung 1972 wurde sie im Zuge der Gebietsreform in Bayern nach Giebelstadt eingegliedert.

## Baudenkmäler
In der Liste der Baudenkmäler in Giebelstadt sind für Euerhausen 12 Baudenkmäler aufgeführt, darunter die katholische Pfarrkirche Sankt Nikolaus.